# 929
| Calendário gregoriano                                                        | 929 CMXXIX                                             |
| Ab urbe condita                                                              | 1682                                                   |
| Calendário arménio                                                           | 378 – 379                                              |
| Calendário bahá'í                                                            | -915 – -914                                            |
| Calendário budista                                                           | 1473                                                   |
| Calendário chinês                                                            | 3625 – 3626 Início a 13 de fevereiro (aproximadamente) |
| Calendário copta                                                             | 645 – 646                                              |
| Calendário etíope                                                            | 921 – 922                                              |
| Calendários hindus - Vikram Samvat - Calendário nacional indiano - Cáli Iuga | 984 – 985 850 – 851 4029 – 4030                        |
| Calendário Holoceno                                                          | 10929                                                  |
| Calendário islâmico                                                          | 317 – 318                                              |
| Calendário judaico                                                           | 4689 – 4690                                            |
| Calendário persa                                                             | 307 – 308                                              |
| Calendário rúnico                                                            | 1179                                                   |
| Calendário solar tailandês                                                   | 1472                                                   |

929  (CMXXIX, na numeração romana) foi um ano comum do século X do Calendário Juliano, da Era de Cristo, teve início a uma quinta-feira e terminou também a uma quinta-feira e a sua letra dominical foi D (53 semanas).
No território que viria a ser o reino de Portugal estava em vigor a Era de César que já contava 967 anos.
| Ano completo                        |
| ----------------------------------- |
| Ano comum com início à quinta-feira |

## Eventos
- Abderramão III proclama-se emir do Califado de Córdova, tornando-se independente de Bagdade.
- O Rei Afonso IV é coroado Rei de Leão.
- Dá-se o nascimento do Califado de Córdova que irá perdurar até 1031.

## Nascimentos
- Raimundo I Dato de Bigorre m. 956, foi conde de Bigorre no século X.